# Jean-Louis Comolli
Pour les articles homonymes, voir Comolli.
Jean-Louis Comolli, né le 30 juillet 1941 à Philippeville (aujourd'hui Skikda, Algérie) et mort le 19 mai 2022 dans le 15e arrondissement de Paris, est un réalisateur, scénariste et écrivain français.

## Biographie
Jean-Louis Comolli découvre le cinéma à Alger avec son ami Jean Narboni dans un ciné-club animé par Barthélemy Amengual.
En 1961 à la Cinémathèque à Paris, il rencontre Jean-André Fieschi, Jean Douchet et Jean Eustache.
Il travaille aux Cahiers du cinéma de 1962 à 1978. Dans cette revue dont il est rédacteur en chef de 1966 à 1971, il publie une série d'articles entre mai 1971 et septembre 1972 sous le titre « Technique et idéologie » dans lesquels il pose le socle théorique de la réflexion sur le cinéma, le réel et le spectateur qu'il n'aura de cesse de développer dans les décennies suivantes dans des revues comme Images documentaires ou Trafic. Influencé par les travaux de Guy Debord et de Michel Foucault mais également par ceux de Hans Magnus Enzensberger, il interroge les régimes de visibilité, les notions de cadre et de hors-champ. Il met en pratique dans ses films une manière de mettre en image le rapport aux documents textuels ou iconographiques pour souligner leur historicité par le biais de leur matérialité.
En 1968, il réalise un premier film avec André S. Labarthe, Les Deux Marseillaises, puis signe, huit ans plus tard, La Cecilia, l’histoire d’une utopie sociale fondée par Giovanni Rossi qui tourne à la catastrophe,.
Avec le journaliste Michel Samson, il réalise des documentaires consacrés à diverses élections à Marseille : les élections municipales de 1989 dans Marseille de père en fils (1989), les élections régionales de 1992 dans La Campagne de Provence (1992), les élections législatives de 1993 dans Marseille en mars, les élections municipales de 1995 dans Marseille contre Marseille (1996), les élections législatives de 1997 dans La Question des alliances (1997), les élections cantonales de 2001 dans Nos deux Marseillaises (2001), les municipales de 2001 dans Rêves de France à Marseille (2003).
Il adapte plusieurs essais ou œuvres littéraires dans lesquels l'Histoire ou le processus de création sont centraux : L'Affaire Sofri, Naissance d'un hôpital (avec Pierre Riboulet), Le Concerto de Mozart (1996), Durruti, portrait d'un anarchiste (1999), Face aux fantômes (avec S. Lindeperg) (2010).
Également journaliste à Jazz Magazine, il a coécrit ou dirigé des ouvrages sur le jazz.
Il enseigne à l'université Paris 8 Vincennes-Saint-Denis et à l'université Pompeu-Fabra à Barcelone où il a participé à la formation de nombreux cinéastes et techniciens, parmi lesquels Rithy Panh.
Jean-Louis Comolli meurt à Paris le 19 mai 2022 à l'âge de 80 ans, des « suites d'une longue maladie ».

## Publications
- Dictionnaire du jazz, avec Philippe Carles et André Clergeat, éditions Robert Laffont, coll. « Bouquins », Paris, 1994  (ISBN 2221078225)
- Regards sur la ville, avec Gérard Althabe, Centre Georges-Pompidou, 1995
- Arrêt sur histoire, avec Jacques Rancière, BPI-Centre Georges-Pompidou, 1997
- Free Jazz/ Black Power, avec Philippe Carles, éditions Champ libre, 1971 ; rééd. coll. « Folio », Gallimard, 2000
- Les Années pop : cinéma et politique 1956-1970, avec Gérard Leblanc et Jean Narboni, Bpi- Centre Georges-Pompidou, 2001
- Voir et pouvoir, Éditions Verdier, 2004  (ISBN 2864324113)
- Cinéma contre spectacle, Éditions Verdier, 2009  (ISBN 9782864325871)
- Corps et Cadre, Éditions Verdier, 2012  (ISBN 9782864326755)
- Cinéma, mode d'emploi (de l'argentique au numérique), avec Vincent Sorrel, Éditions Verdier, 2015
- Daech, le cinéma et la mort, éditions Verdier, 2016
- Une terrasse en Algérie, éditions Verdier, 2018 Prix François-Mauriac de la région Aquitaine 2018.
- Cinéma, numérique, survie. L'Art du temps, ENS éditions, 2019
- Une certaine tendance du cinéma documentaire, Verdier, 2021.
- Jouer le jeu ?, Verdier, 2022.

## Filmographie sélective

### Cinéma
- 1968 : Les Deux Marseillaises (coréalisateur : André S. Labarthe)
- 1969 : Comme je te veux
- 1975 : La Cecilia
- 1978 : Toto, une anthologie
- 1981 : L'Ombre rouge
- 1983 : Balles perdues
- 1989 : Marseille de père en fils - Coup de mistral
- 1989 : Marseille de père en fils - Ombres sur la ville
- 1992 : La Campagne de Provence
- 1993 : Marseille en mars
- 1994 : Jeune fille au livre
- 1996 : Marseille contre Marseille
- 1997 : La Question des alliances
- 2000 : Durruti, portrait d'un anarchiste (Buenaventura Durruti, anarquista) - Coréalisatrice : Ginette Lavigne
- 2001 : Nos deux Marseillaises
- 2003 : Rêves de France à Marseille

### Télévision
- 1981 : Les Saltimbanques (scénariste du téléfilm de Maurice Failevic)
- 1986 : Le Bal d'Irène
- 1987 : Pétition
- 1995 : Georges Delerue
- 2001 : L’Affaire Sofri (documentaire[7] inspiré du livre de Carlo Ginzburg, Le Juge et l’Historien, sur l’affaire Sofri)
- 2004 : Les Esprits du Koniambo
- 2005 : Le Peintre, le poète et l'historien
- 2011 : À voir absolument (si possible) - Dix années aux Cahiers du cinéma 1963-1973
- 2013 : À Fellini, romance d'un spectateur amoureux

### Acteur
- 1963 : La Carrière de Suzanne d'Éric Rohmer : un invité de la fête
- 1963 : Les Carabiniers de Jean-Luc Godard : le carabinier à l'anguille
- 1965 : Alphaville, une étrange aventure de Lemmy Caution de Jean-Luc Godard
- 1970 : Élise ou la Vraie Vie de Michel Drach : Henri

## Distinctions
- 1988 : prix du livre de jazz pour le Dictionnaire du jazz, avec Philippe Carles et André Clergeat
- 1998 : nomination au César du meilleur court-métrage de fiction pour Pétition
- 2005 : prix attribué par la revue italienne Film Critica pour son livre Voir et pouvoir[8]